# شاهدخت ماریا د لاس مرسدس بوربون-دو سیسیل
شاهزاده خانم ماریا د لاس مرسدس بوربون-دو سیسیلی، کنتس بارسلونا (زادهٔ ۲۳ دسامبر ۱۹۱۰) یک نجیب‌زاده اسپانیایی بود که با اینفانته خوان، کنت بارسلونا، که دارای تاج و تخت اسپانیا بود، ازدواج کرد. او دختر شاهزاده کارلوس بوربن-دو سیسیلی و پرنسس لوئیز اورلئان بود. شوهر ماریا پسر آلفونسو سیزدهم پادشاه اسپانیا بود. کنت و کنتس بارسلونا چهار فرزند داشتند که فرزند سوم به عنوان پادشاه خوان کارلوس اول بر تخت سلطنت اسپانیا نشست.

Coat of arms of Maria Mercedes of Bourbon, Countess of Barcelona as consort of the Pretender to the Spanish Throne